# Lions Gate Entertainment
Lions Gate Entertainment Corporation, Geschäfte tätigend als Lionsgate, ist ein in Kanada gegründetes Medienunternehmen. Lions Gate Entertainment ist an den Börsen von New York und Toronto unter dem Symbol LGF notiert. Seit 2004 ist Lions Gate Entertainment die kommerziell erfolgreichste Film- und Fernsehvertriebsgesellschaft außerhalb der USA. Der Name des Unternehmens stammt von der Lions Gate Bridge in Vancouver, Kanada.
2003 übernahm LGF den Konkurrenten Artisan Entertainment, bekannt durch den Film Blair Witch Project (1999). Im Jahr 2012 übernahm man Summit Entertainment.

## Geschäftsbereiche

### Filmvertrieb

Logo von Lions Gate Films

Lions Gate verfügt über ein Sortiment von Filmrechten, u. a. Fahrenheit 9/11, American Psycho, Ginger Snaps – Das Biest in Dir, Monster’s Ball, der Saw-Reihe und der Die-Tribute-von-Panem-Reihe
- Lions Gate Films
- Artisan Entertainment

### Musikvertrieb
- Lions Gate Records

### Fernsehproduktion
- Lions Gate Television

### Produktionskapazitäten
Lions Gate verfügt über eigene Studios, die auch an andere Firmen vermietet werden, beispielsweise zum Dreh von Warner Bros.’ Catwoman.
- Lions Gate Studios

### Medienvertrieb
Lions Gate Entertainment verfügt über die Rechte für den Video- und DVD-Vertrieb von über 8000 Filmen, wie z. B. Dirty Dancing, Die totale Erinnerung – Total Recall, Barney & Friends, Thomas and Friends, Fraggle Rock und der Rambo-Serie.
- Lions Gate Home Entertainment